# 연지연
연지연(본명: 황홍비, 1980년 ~)은 대한민국의 가수이다.

## 음반
- 2012년 내 사람(언지연 작사,작곡),못다 핀 사랑
- 2015년 빠야 빠야, 잊고 가세요
- 2017년 그 약속, 열심